# Enfilador

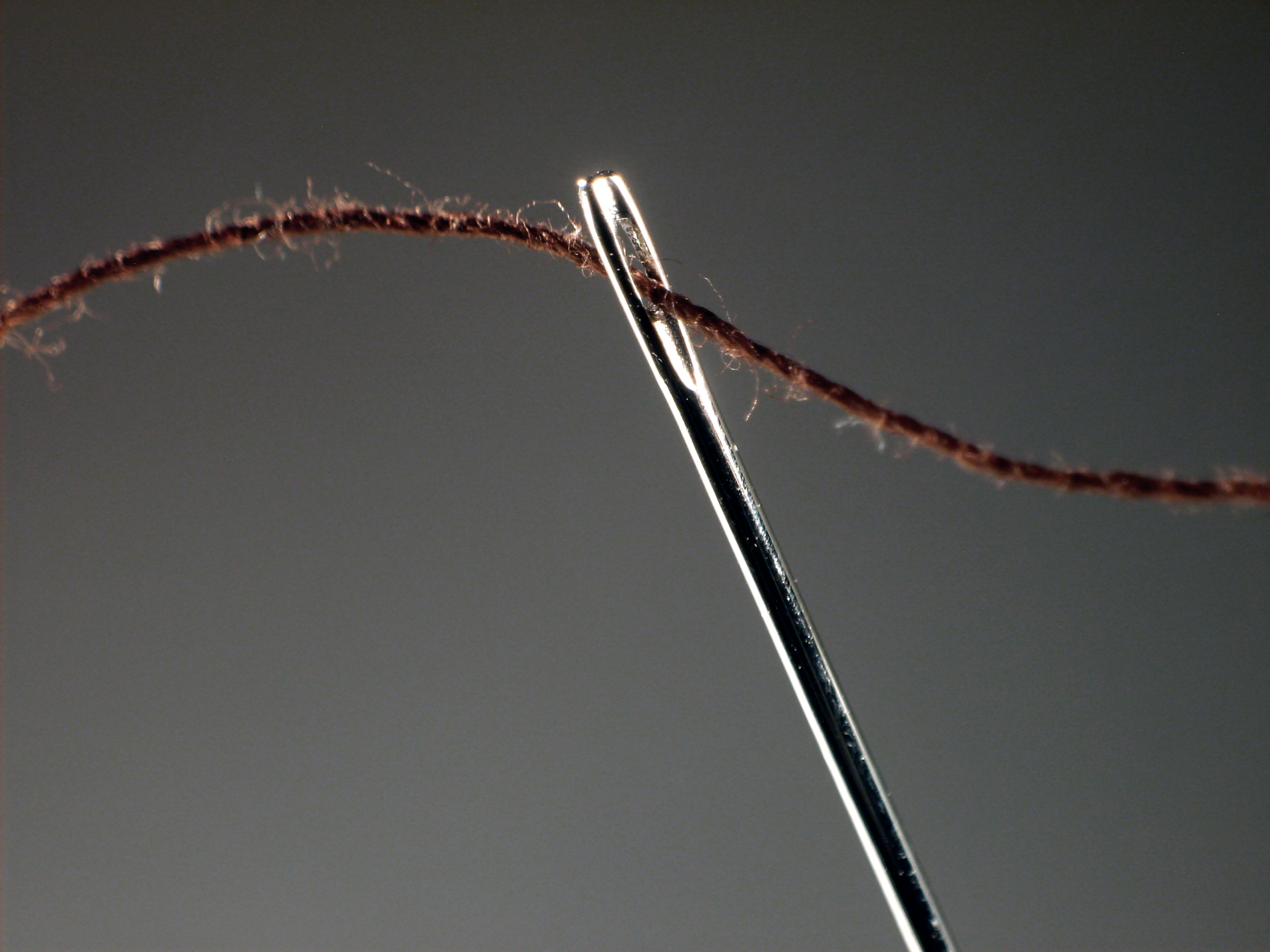
Agulla enfilada

Un enfilador és un petit dispositiu auxiliar per facilitar l'enfilat del  fil a través de l'ull d'una agulla de cosir, serveix de gran ajuda per passar el fil (poc rígid) pel petit forat de l'agulla sense que el fil es torci, ja que es fa passar per l'agulla un fi bucle d'acer, substitueix al procediment d'enfilar tradicional consistent en mullar la punta del fil per afinar i donar-li més rigidesa.

## Utilització

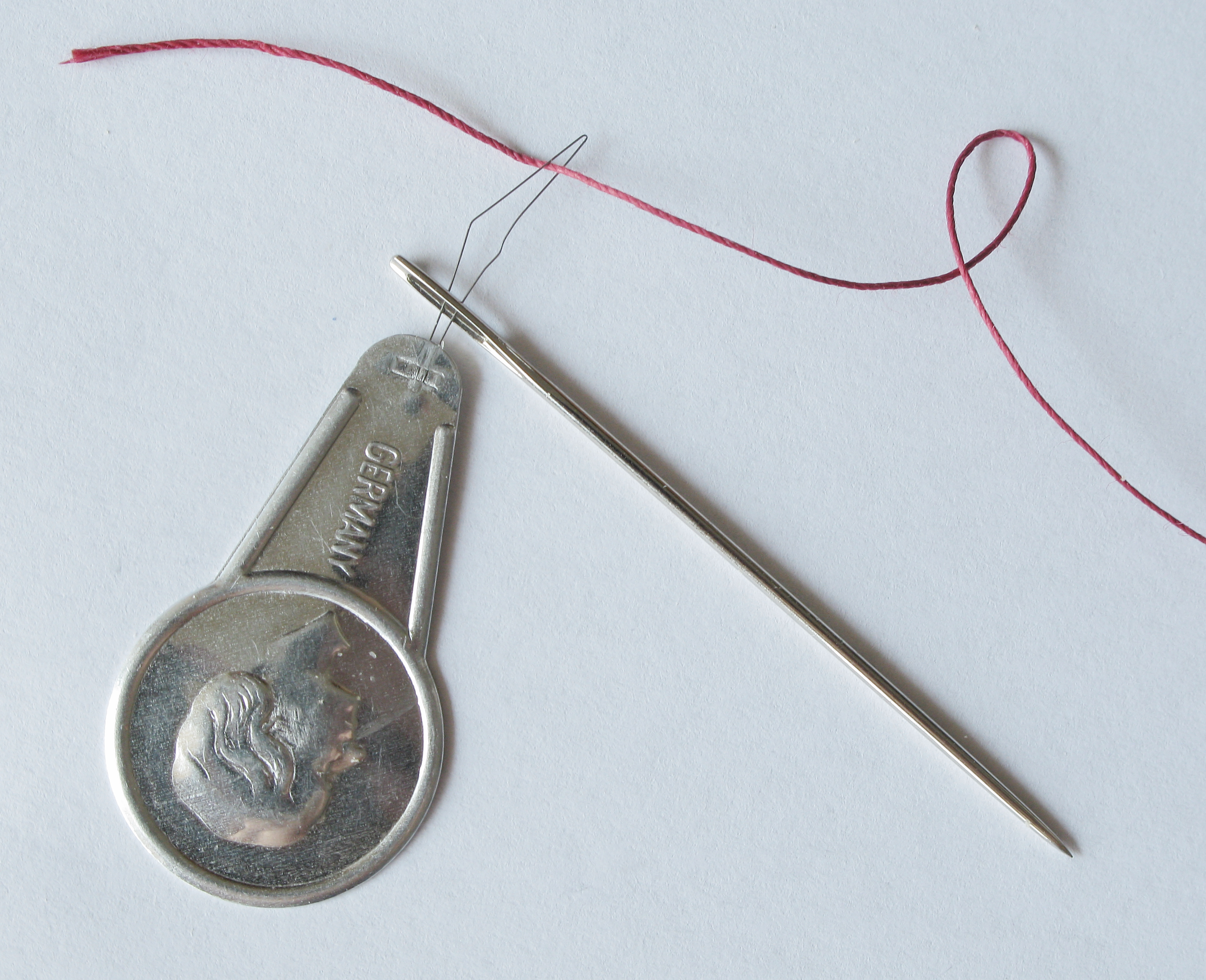
Ús d'un senzill enfilador

Simplement, es fa passar el bucle metàl·lic a través de l'ull de l'agulla de cosir, s'introdueix el fil pel bucle en forma de rombe i finalment es retira enfilador que en la seva carrera arrossega el fil a través de l'ull de l' agulla.

## Tipus d'enfiladors

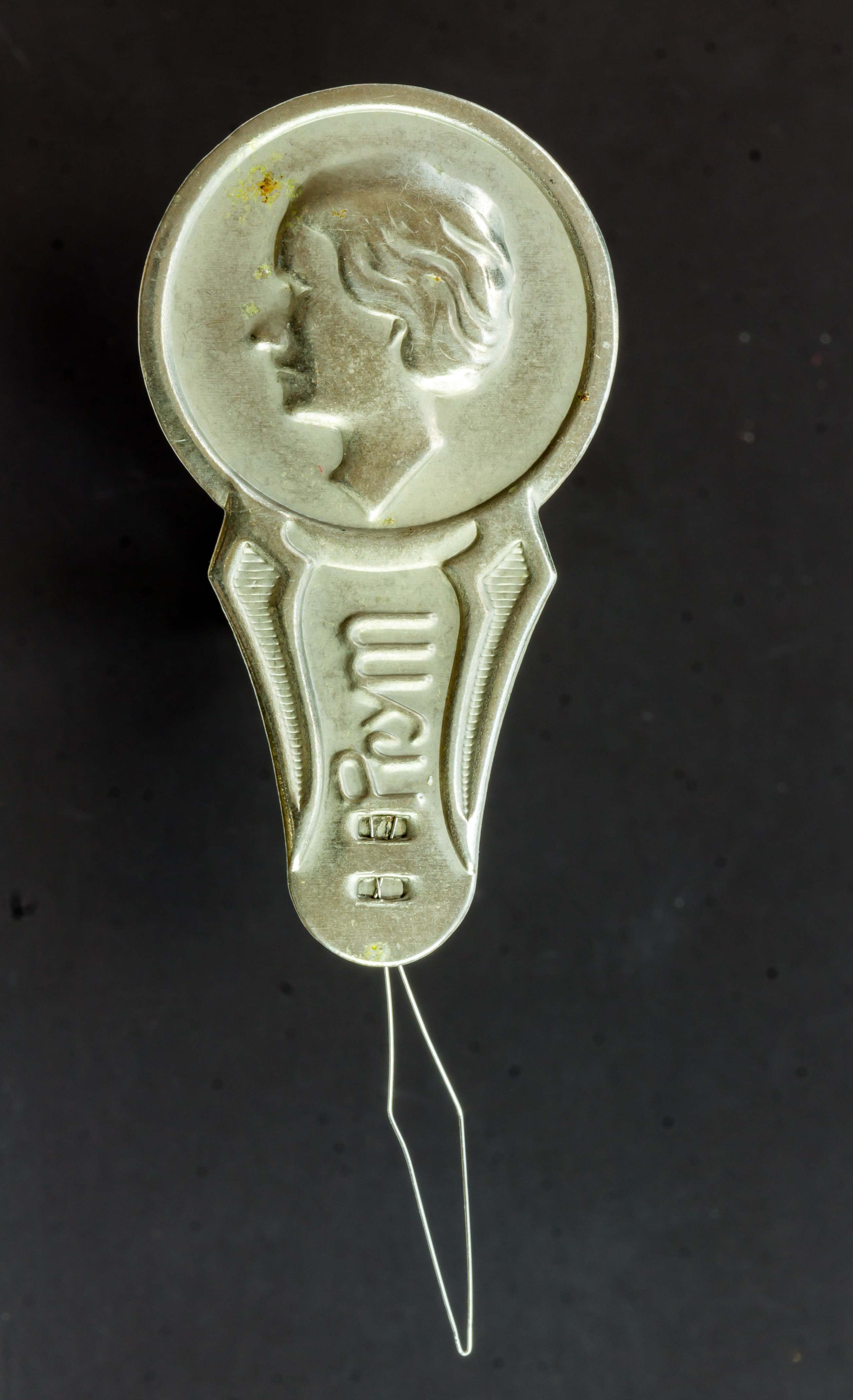
Enfilador típic

Hi ha diferents sistemes, el més simple consisteix en una placa (Metàl·lica o de plàstic), que serveix de suport a un bucle de filferro doblegat en forma de rombe. De fet, avui dia encara segueix sent popular l'enfilador de disseny victorià (molt semblant als moderns), que consistia en una petita  placa estañada que tenia estampada una imatge de perfil (en general una figura femenina) unida a un filferro d'acer en forma de rombe.

## Fabricació
Els enfiladors es fabriquen principalment de ferro o metall, per mitjà d'un procés de forjat (el filferro) i estampat (el suport), encara que avui dia hi ha suports de plàstic. Pel que respecta a la part del filferro, cal escalfar el metall roent i després es refreda ràpidament per donar-li tremp.